# Macao l'inferno del gioco
Macao l'inferno del gioco (Macao, l'Enfer du jeu) è un film del 1942 diretto da Jean Delannoy.

## Produzione
Il film fu prodotto dalla Demo Films e dalla Fides Films.